# Party (canção de Girls' Generation)
"Party" é um single do girl group sul-coreano Girls' Generation. Foi lançado digitalmente em 7 de julho de 2015 pela SM Entertainment.

## Lançamento
"Party" foi lançado via distribuição online pela SM Entertainment em 7 de julho de 2015.

## Composição
"Party" é descrita como uma canção de electropop por Jeff Benjamin, da Billboard. A canção utiliza diversos elementos, incluindo "guitarras animadas, sintetizadores alegres, um gancho cativante e alguns sussurros com Auto-Tune" e foi comparada com o single "California Gurls" (2010), de Katy Perry, e "Get Lucky" (2014), de Daft Punk.

## Vídeo musical
O vídeo musical para o single foi gravado em Ko Samui, Tailândia, no resort de cinco estrelas Silavadee Pool Spa Resort. É um projeto de colaboração com a Thai Airways e o resort apresentado no vídeo. O vídeo possui um cenário de praia e mostra as garotas se divertindo em uma festa de praia no verão. Há também algumas cenas que foram gravadas dentro de um bar, onde as garotas dançam a música. O vídeo O vídeo acumulou mais de 4 milhões de visualizações nas primeiras 24 horas do seu lançamento no YouTube.

## Lista de faixas
Download digital
1. "Party" – 3:13
2. "Check" – 3:26
3. "Party" (instrumental) – 3:13

## Desempenho nas tabelas musicais
| Tabelas 2015                          | Melhor posição |
| ------------------------------------- | -------------- |
| Coreia do Sul (Gaon Single Chart)     | 1              |
| Coreia do Sul (Gaon Album Chart)      | 2              |
| Japão (Billboard Hot 100)             | 10             |
| Mundo (Billboard World Digital Songs) | 4              |